# Heser
Heser es un género de arañas araneomorfas de la familia Gnaphosidae. Se encuentra en Medio Oriente, Asia central, sur de Asia y África oriental. 

## Lista de especies
Según The World Spider Catalog 12.0:
- Heser aradensis (Levy, 1998)
- Heser hispanus[2]
- Heser infumatus (O. Pickard-Cambridge, 1872)
- Heser malefactor Tuneva, 2005
- Heser vijayanagara Bosselaers, 2010